# Philippe de Hesse-Cassel
Titres
Haut président de Hesse-Nassau
1933 – 25 janvier 1944
(11 ans)
Prétendant au trône de
l'Électorat de Hesse
28 mai 1940 – 25 octobre 1980
(40 ans, 4 mois et 27 jours)
Philippe de Hesse-Cassel, né le 6 novembre 1896, avec son frère jumeau Wolfgang au château de Rumpenheim, à Hanau, près de Francfort-sur-le-Main, et mort le 25 octobre 1980 à Rome, est un des membres de la noblesse allemande, qui a contribué de façon significative à la légitimation du national-socialisme auprès de l'ancienne noblesse allemande.
Il est signataire en tant qu'Oberpresident du Land de Hesse du protocole de transformation de l'hôpital d'Hadamar en un des six centres d'extermination des handicapés physiques et mentaux, dont des enfants, dans le cadre de l'Aktion T4 décidée par Hitler. 
Il portait le titre de landgrave de Hesse.

## Position dans la noblesse allemande
Petit-fils du landgrave Frédéric-Guillaume II de Hesse-Cassel et de la princesse Anne de Prusse qui se convertit au catholicisme en 1901 et devint tertiaire franciscaine, il est le fils de Frédéric-Charles de Hesse-Cassel, élu roi de Finlande en 1918 sans jamais en occuper le trône, et de Marguerite de Prusse, sœur du Kaiser Guillaume II. Il est donc également un arrière-petit-fils de la reine Victoria et, à ce titre, fréquente dans son enfance, à titre familial, la cour d'Édouard VII. En 1940, il hérite, à la mort de son père, du titre de landgrave de Hesse et, compte tenu d'un pacte de famille conclu entre les deux branches en 1902,[réf. nécessaire] du titre de grand-duc de Hesse et du Rhin à l'extinction de la branche cadette des Hesse-Darmstadt en 1968.[réf. nécessaire]
En 1925, il épouse Mafalda de Savoie, fille du roi Victor-Emmanuel III. Ce mariage d'amour d'une princesse catholique avec un prince protestant déplaît au Vatican, aussi les noces sont-elles célébrées, non pas à Rome, mais à Turin, ancienne capitale des ducs de Savoie.
Le couple a quatre enfants :
- Maurice (1926-2013), épouse en 1964 Tatiana, princesse zu Sayn-Wittgenstein-Berleburg (divorcés en 1974), dont quatre enfants ;
- Henri (1927-1999), célibataire ;
- Othon (1937-1998), épouse en premières noces en 1965 Angela von Doering (divorcés en 1969), puis épouse en secondes noces en 1988 Elisabeth Bönker (divorcés en 1994), sans postérité de ses deux unions ;
- Élisabeth (1940-), épouse en 1962 Friedrich Carl comte von Oppersdorff.

## Rôle dans leIIIeReich
Selon une biographie écrite par Jonathan Petropoulos, un historien américain, les rôles du prince de Hesse et de son frère Christophe ont été sous-évalués par l'historiographie du nazisme.
Proche d'Hermann Göring, qui a été l'agent recruteur du nazisme auprès de la noblesse allemande, il adhère dès 1930 au NSDAP, et il est, jusqu'à sa disgrâce et son emprisonnement au camp de concentration de Flossenbürg en 1943, dans le cercle proche d'Adolf Hitler.
Gendre du roi d'Italie, petit-fils d'une princesse convertie au catholicisme amie des papes Léon XIII et Benoît XV, il sert d'agent de liaison entre Hitler, Benito Mussolini, le comte Ciano (gendre de Mussolini) et le pape Pie XII pendant les années 1930. Ses liens avec la famille royale britannique lui permettent également de servir les efforts diplomatiques du IIIe Reich vis-à-vis de l'Angleterre. Il est aussi un agent pour les collections artistiques que le Führer projette de créer à Linz.
Nommé « gouverneur »   (Oberpräsident) de la province de Hesse-Nassau, même s'il entre souvent en conflit avec le Gauleiter de la même région, il autorise et signe le protocole d'établissement d'un centre d'euthanasie pour les malades mentaux dans le cadre du programme T4 à Hadamar, où périssent des milliers de handicapés mentaux.
À mesure que le régime nazi se radicalise, le rôle du landgrave Philippe est de plus en plus incertain, jusqu'au moment de l'arrestation de Mussolini par son beau-père le roi Victor-Emmanuel III en 1943.
Hitler soupçonne les Hesse de faire partie du complot et, après s'être longtemps entretenu avec lui, décide de faire interner le landgrave au Berghof. Transféré en septembre 1943 au camp de concentration de Flossenbürg, le landgrave a pour compagnon de détention les principales personnalités du régime hitlérien tombées en disgrâce et condamnées par la suite dans le dernier mois du IIIe Reich, comme l'amiral Wilhelm Canaris, le prince Auguste-Guillaume de Prusse, fils de l'ex-Kaiser.
La landgravine Mafalda de Savoie, fille du roi d'Italie, attirée dans un piège à l'ambassade d'Allemagne à Rome, est internée au camp de Buchenwald, où elle meurt dans un bombardement allié, sans que son époux le sache. Leurs enfants sont cachés au Vatican tandis que le prince Christophe, frère cadet du landgrave, meurt dans un accident d'avion inexpliqué.

## Dénazification et après guerre
Après avoir été transporté de camp en camp à mesure de l'avancée des troupes alliées, le prince est finalement arrêté par les Américains et considéré puis jugé comme un des compagnons de route du nazisme, sans toutefois que l'incrimination la plus grave de crime contre l'humanité en raison de son rôle lors de l'érection du centre d'euthanasie d'Hadamar ne soit retenue contre lui. 
Pendant son procès, il cherche à minimiser son rôle en se présentant comme simple porteur de message entre le Duce et Hitler, ce à quoi le procureur américain lui répond : « l'arrière-petit-fils de la reine Victoria ne peut être considéré comme un simple facteur ». 
Il est condamné à la confiscation de ses biens, peine dont il a été relevé par la suite, et à l’emprisonnement jusqu'en 1947, peine couverte en partie par ses précédentes années de détention. 
Après sa libération, il reprend son activité de jeunesse, à savoir décorateur de maisons princières et rebâtit une partie de ses propriétés dont la principale est transformée en hôtel de luxe. Comme la plupart des quelques membres de la noblesse allemande impliqués dans le nazisme, il vit retiré des affaires publiques, dans une totale discrétion. La famille reprend, par la suite, possession de sa villa à Rome.

## Arbre généalogique
|  |                                                |  |  |  |  |  |  |  |  |  |  |  |  |  |  |  |
|  | 16. Frédéric de Hesse-Cassel-Rumpenheim        |  |  |  |  |  |  |  |  |  |  |  |  |  |  |  |
|  |                                                |  |  |  |  |  |  |  |  |  |  |  |  |  |  |  |
|  |                                                |  |  |  |  |  |  |  |  |  |  |  |  |  |  |  |
|  | 8. Guillaume de Hesse-Cassel-Rumpenheim        |  |  |  |  |  |  |  |  |  |  |  |  |  |  |  |
|  |                                                |  |  |  |  |  |  |  |  |  |  |  |  |  |  |  |
|  |                                                |  |  |  |  |  |  |  |  |  |  |  |  |  |  |  |
|  | 17. Caroline de Nassau-Usingen                 |  |  |  |  |  |  |  |  |  |  |  |  |  |  |  |
|  |                                                |  |  |  |  |  |  |  |  |  |  |  |  |  |  |  |
|  |                                                |  |  |  |  |  |  |  |  |  |  |  |  |  |  |  |
|  | 4. Frédéric de Hesse-Cassel                    |  |  |  |  |  |  |  |  |  |  |  |  |  |  |  |
|  |                                                |  |  |  |  |  |  |  |  |  |  |  |  |  |  |  |
|  |                                                |  |  |  |  |  |  |  |  |  |  |  |  |  |  |  |
|  | 18. Frédéric de Danemark                       |  |  |  |  |  |  |  |  |  |  |  |  |  |  |  |
|  |                                                |  |  |  |  |  |  |  |  |  |  |  |  |  |  |  |
|  |                                                |  |  |  |  |  |  |  |  |  |  |  |  |  |  |  |
|  | 9. Louise-Charlotte de Danemark                |  |  |  |  |  |  |  |  |  |  |  |  |  |  |  |
|  |                                                |  |  |  |  |  |  |  |  |  |  |  |  |  |  |  |
|  |                                                |  |  |  |  |  |  |  |  |  |  |  |  |  |  |  |
|  | 19. Sophie-Frédérique de Mecklembourg-Schwerin |  |  |  |  |  |  |  |  |  |  |  |  |  |  |  |
|  |                                                |  |  |  |  |  |  |  |  |  |  |  |  |  |  |  |
|  |                                                |  |  |  |  |  |  |  |  |  |  |  |  |  |  |  |
|  | 2. Frédéric-Charles de Hesse-Cassel            |  |  |  |  |  |  |  |  |  |  |  |  |  |  |  |
|  |                                                |  |  |  |  |  |  |  |  |  |  |  |  |  |  |  |
|  |                                                |  |  |  |  |  |  |  |  |  |  |  |  |  |  |  |
|  | 20. Frédéric-Guillaume III de Prusse           |  |  |  |  |  |  |  |  |  |  |  |  |  |  |  |
|  |                                                |  |  |  |  |  |  |  |  |  |  |  |  |  |  |  |
|  |                                                |  |  |  |  |  |  |  |  |  |  |  |  |  |  |  |
|  | 10. Charles de Prusse                          |  |  |  |  |  |  |  |  |  |  |  |  |  |  |  |
|  |                                                |  |  |  |  |  |  |  |  |  |  |  |  |  |  |  |
|  |                                                |  |  |  |  |  |  |  |  |  |  |  |  |  |  |  |
|  | 21. Louise de Mecklembourg-Strelitz            |  |  |  |  |  |  |  |  |  |  |  |  |  |  |  |
|  |                                                |  |  |  |  |  |  |  |  |  |  |  |  |  |  |  |
|  |                                                |  |  |  |  |  |  |  |  |  |  |  |  |  |  |  |
|  | 5. Anne de Prusse (1836-1918)                  |  |  |  |  |  |  |  |  |  |  |  |  |  |  |  |
|  |                                                |  |  |  |  |  |  |  |  |  |  |  |  |  |  |  |
|  |                                                |  |  |  |  |  |  |  |  |  |  |  |  |  |  |  |
|  | 22. Charles-Frédéric de Saxe-Weimar-Eisenach   |  |  |  |  |  |  |  |  |  |  |  |  |  |  |  |
|  |                                                |  |  |  |  |  |  |  |  |  |  |  |  |  |  |  |
|  |                                                |  |  |  |  |  |  |  |  |  |  |  |  |  |  |  |
|  | 11. Marie de Saxe-Weimar-Eisenach              |  |  |  |  |  |  |  |  |  |  |  |  |  |  |  |
|  |                                                |  |  |  |  |  |  |  |  |  |  |  |  |  |  |  |
|  |                                                |  |  |  |  |  |  |  |  |  |  |  |  |  |  |  |
|  | 23. Marie Pavlovna de Russie                   |  |  |  |  |  |  |  |  |  |  |  |  |  |  |  |
|  |                                                |  |  |  |  |  |  |  |  |  |  |  |  |  |  |  |
|  |                                                |  |  |  |  |  |  |  |  |  |  |  |  |  |  |  |
|  | 1. Philippe de Hesse-Cassel                    |  |  |  |  |  |  |  |  |  |  |  |  |  |  |  |
|  |                                                |  |  |  |  |  |  |  |  |  |  |  |  |  |  |  |
|  |                                                |  |  |  |  |  |  |  |  |  |  |  |  |  |  |  |
|  | 24. Frédéric-Guillaume III de Prusse           |  |  |  |  |  |  |  |  |  |  |  |  |  |  |  |
|  |                                                |  |  |  |  |  |  |  |  |  |  |  |  |  |  |  |
|  |                                                |  |  |  |  |  |  |  |  |  |  |  |  |  |  |  |
|  | 12. Guillaume Ier d'Allemagne                  |  |  |  |  |  |  |  |  |  |  |  |  |  |  |  |
|  |                                                |  |  |  |  |  |  |  |  |  |  |  |  |  |  |  |
|  |                                                |  |  |  |  |  |  |  |  |  |  |  |  |  |  |  |
|  | 25. Louise de Mecklembourg-Strelitz            |  |  |  |  |  |  |  |  |  |  |  |  |  |  |  |
|  |                                                |  |  |  |  |  |  |  |  |  |  |  |  |  |  |  |
|  |                                                |  |  |  |  |  |  |  |  |  |  |  |  |  |  |  |
|  | 6. Frédéric III d'Allemagne                    |  |  |  |  |  |  |  |  |  |  |  |  |  |  |  |
|  |                                                |  |  |  |  |  |  |  |  |  |  |  |  |  |  |  |
|  |                                                |  |  |  |  |  |  |  |  |  |  |  |  |  |  |  |
|  | 26. Charles-Frédéric de Saxe-Weimar-Eisenach   |  |  |  |  |  |  |  |  |  |  |  |  |  |  |  |
|  |                                                |  |  |  |  |  |  |  |  |  |  |  |  |  |  |  |
|  |                                                |  |  |  |  |  |  |  |  |  |  |  |  |  |  |  |
|  | 13. Augusta de Saxe-Weimar-Eisenach            |  |  |  |  |  |  |  |  |  |  |  |  |  |  |  |
|  |                                                |  |  |  |  |  |  |  |  |  |  |  |  |  |  |  |
|  |                                                |  |  |  |  |  |  |  |  |  |  |  |  |  |  |  |
|  | 27. Marie Pavlovna de Russie                   |  |  |  |  |  |  |  |  |  |  |  |  |  |  |  |
|  |                                                |  |  |  |  |  |  |  |  |  |  |  |  |  |  |  |
|  |                                                |  |  |  |  |  |  |  |  |  |  |  |  |  |  |  |
|  | 3. Marguerite de Prusse                        |  |  |  |  |  |  |  |  |  |  |  |  |  |  |  |
|  |                                                |  |  |  |  |  |  |  |  |  |  |  |  |  |  |  |
|  |                                                |  |  |  |  |  |  |  |  |  |  |  |  |  |  |  |
|  | 28. Ernest Ier de Saxe-Cobourg et Gotha        |  |  |  |  |  |  |  |  |  |  |  |  |  |  |  |
|  |                                                |  |  |  |  |  |  |  |  |  |  |  |  |  |  |  |
|  |                                                |  |  |  |  |  |  |  |  |  |  |  |  |  |  |  |
|  | 14. Albert de Saxe-Cobourg-Gotha               |  |  |  |  |  |  |  |  |  |  |  |  |  |  |  |
|  |                                                |  |  |  |  |  |  |  |  |  |  |  |  |  |  |  |
|  |                                                |  |  |  |  |  |  |  |  |  |  |  |  |  |  |  |
|  | 29. Louise de Saxe-Gotha-Altenbourg            |  |  |  |  |  |  |  |  |  |  |  |  |  |  |  |
|  |                                                |  |  |  |  |  |  |  |  |  |  |  |  |  |  |  |
|  |                                                |  |  |  |  |  |  |  |  |  |  |  |  |  |  |  |
|  | 7. Victoria du Royaume-Uni                     |  |  |  |  |  |  |  |  |  |  |  |  |  |  |  |
|  |                                                |  |  |  |  |  |  |  |  |  |  |  |  |  |  |  |
|  |                                                |  |  |  |  |  |  |  |  |  |  |  |  |  |  |  |
|  | 30. Édouard-Auguste de Kent                    |  |  |  |  |  |  |  |  |  |  |  |  |  |  |  |
|  |                                                |  |  |  |  |  |  |  |  |  |  |  |  |  |  |  |
|  |                                                |  |  |  |  |  |  |  |  |  |  |  |  |  |  |  |
|  | 15. Victoria du Royaume-Uni                    |  |  |  |  |  |  |  |  |  |  |  |  |  |  |  |
|  |                                                |  |  |  |  |  |  |  |  |  |  |  |  |  |  |  |
|  |                                                |  |  |  |  |  |  |  |  |  |  |  |  |  |  |  |
|  | 31. Victoire de Saxe-Cobourg-Saalfeld          |  |  |  |  |  |  |  |  |  |  |  |  |  |  |  |
|  |                                                |  |  |  |  |  |  |  |  |  |  |  |  |  |  |  |
|  |                                                |  |  |  |  |  |  |  |  |  |  |  |  |  |  |  |